# Oecetis daytona
Oecetis daytona là một loài Trichoptera trong họ Leptoceridae. Chúng phân bố ở miền Tân bắc.